# Kościół św. Antoniego Padewskiego w Dylakach
Kościół św. Antoniego Padewskiego – rzymskokatolicki kościół parafialny położony przy ulicy Ozimskiej 56 w Dylakach. Kościół należy do Parafii św. Antoniego Padewskiego w Dylakach w dekanacie Ozimek w diecezji opolskiej.

## Historia kościoła
Neogotycki kościół w Dylakach został wybudowany w 1940 roku na planie prostokąta. 23 kwietnia 1940 roku świątynia została konsekrowana przez księdza Negwera – wikariusza generalnego z Wrocławia.
W 1957 roku, w przykościelnej dzwonnicy zostały zamontowane, odlane w hucie "Małapanew" z Ozimka, trzy dzwony:
- św. Antoniego,
- św. Marii,
- św. Józefa[2].